# ويكيبيديا التترية
ويكيبيديا التترية (بالتتارية: Татар Википедиясе)‏ هي النسخة التترية من موسوعة ويكيبيديا.

## الإحصائيات
| عدد المستخدمين المسجلين | عدد المستخدمين النشيطين | عدد المقالات | صفحات المحتوى | عدد التعديلات | عدد الملفات المرفوعة | عدد الإداريين |
| ----------------------- | ----------------------- | ------------ | ------------- | ------------- | -------------------- | ------------- |
| 55٬544                  | 91                      | 502٬686      | 831٬728       | 4٬418٬053     | 6٬821                | 6             |

## التقدم
- 21 أبريل 2023 - 500,000 مقالة
- 1 فبراير 2022 - 400,000 مقالة
- 1 فبراير 2021 - 240,000 مقالة
- 30 أكتوبر 2020 - 200,000 مقالة
- 6 أكتوبر 2020 - 150,000 مقالة
- 10 يونيو 2020 - 100,000 مقال
- 10 فبراير 2020 - 88,888 مقالة
- 3 يوليو 2018 - 80,000 مقالة
- 24 ديسمبر 2016 - 70,000 مقالة
- 28 مايو 2014 - 60,000 مقالة
- 28 يوليو 2013 - 50,000 مقالة
- 14 مارس 2013 - 30,000 مقالة
- 25 أبريل 2012 - 15,000 مقال
- 8 يوليو 2011 - 10,000 مقالة
- 28 ديسمبر 2009 - 5000 مقال
- 15 يونيو 2009 - 4000 مقال